# Zhu Jiner
Zhu Jiner ( 朱锦尔 en chino, Zhū Jǐn'ěr en pinyin, 16 de noviembre de 2002) es una ajedrecista china y gran maestra (2023). En enero de 2025, ocupaba el puesto 11 en el ranking mundial de ajedrecistas femeninas activas.

## Biografía
En 2016 ganó el Campeonato Mundial Juvenil de Ajedrez en la categoría de edad G14 (menores de 14 años). En 2017, quedó tercera en la Zona Asiática 3.5 después de Zhai Mo y Ni Shiqun, y se clasificó para el Campeonato Mundial de Ajedrez Femenino 2018. Ese mismo año, recibió el título de Maestra Internacional Femenina (WIM) de la FIDE. En 2018, Zhu Jiner ganó la medalla de bronce en el Campeonato Femenino de Ajedrez Rápido de China.
Participó en las tres primeras etapas del Grand Prix Femenino de la FIDE 2022-23. En Astaná, la primera etapa, terminó tercera con una puntuación de 6,5/11, en Múnich empató en el quinto lugar con una puntuación de 5,5/11 y en Nueva Delhi empató en el primer lugar con Aleksandra Goryachkina y Bibisara Assaubayeva con una puntuación de 6/9. Su actuación en Nueva Delhi le valió su última norma de GM, y recibió el título en agosto de 2023. Finalizó el torneo en el tercer puesto, luego de Kateryna Lagno y Aleksandra Goryachkina.

## Vida personal
Zhu Jiner asiste actualmente a la Universidad de Finanzas y Economía de Shanghái.